# Junkers W 33
Юнкерс W 33 (нем. Junkers W 33) — немецкий транспортный самолёт. Одномоторный цельнометаллический моноплан. До 1934 года изготовлено 199 экземпляров. 12—13 апреля 1928 года на W 33  впервые совершён перелёт через Атлантику с востока на запад, из Ирландии до канадского острова Гринли у западной оконечности Ньюфаундленда. 26 мая 1929 года на W 33 установлен рекорд высоты полёта — 12 740 метров. W 33 экспортировался во многие страны мира, в том числе в СССР, где имел название ПС-4. Сборка W 33 велась в Швеции и в СССР (в Иркутске).

## История создания и испытания
Одним из самых массовых и коммерчески успешных самолетов в середине 1920-х годов был Junkers F 13. Этот самолет использовали в варианте как транспортного, так и пассажирского. Учитывая пожелания потенциальных заказчиков Гуго Юнкерс решил создать на базе F 13 специализированный многоцелевой транспортный самолет.
Немецкие конструкторы приступили к проектированию нового самолета в 1926 году, взяв за основу конструкцию F 13. Самолет получил наименование Junkers W 33. Буква "W" в названии самолета означала "Werksflugzeug" - рабочий самолет.
Так как конструкция нового воздушного судна была основана на модели самолета, изготавливаемого серийно, это позволило в значительной мере сократить время проектирования и обеспечить более низкую стоимость. Самолет отличался от предшественника увеличенный объемом фюзеляжа и отсутствием иллюминаторов, крыло и оперение остались практически без изменений.
Погрузка осуществлялась через боковую дверь на левом борту и через люк в потолке кабины. Для самолета было предусмотрено три варианта шасси: колесное, лыжное и поплавковое. Первый прототип был изготовлен на поплавковом шасси. Первый полет состоялся 17 июня 1926 года с гидродрома на Эльбе недалеко от завода в Дессау.
В июле 1926 года две опытных самолета, оснащенных поплавками, приняли участие в конкурсе гидросамолетов. Один из самолетов занял итоговое второе место. В апреле 1928 года самолет W 33, оснащенный дополнительными топливными баками, совершил беспосадочный полет из Ирландии на о. Грине у побережья Канады. Экипаж пробыл в воздухе 37 часов. В сентябре самолет пролетел до Японии, преодолев 14500 км.
Junkers W 33 использовался для экспериментальных полетов. В июне 1929 года был опробован взлет с ракетными ускорителями, а в ноябре 1930 года осуществили первую дозаправку топливом в воздухе. W 33 показал себя не только как надежный транспортный самолет, но и как рекордсмен. В течение 1927 года различные модификации самолета установили 10 мировых рекордов по дальности и продолжительности полета.

## Серийное производство
Первоначально новый самолет попал под ограничения Версальского договора, Но к 1927 году ограничения были существенно ослаблены, что позволило начать серийное производство на заводе Юнкерса в Дессау. Благодаря преемственности конструкции с Junkers F 13, для производства W 33 не пришлось переоснащать производственные линии.
Производство W 33 на заводе Юнкерса продолжалось до 1935 года. Сначала выпускались только гражданские версии, а с 1934 года и военные. Всего было изготовлено 199 экземпляров различных модификаций в колесном и поплавковом вариантах. Самолеты на колесном шасси обозначались W 33L, а на металлических поплавках W 33D.
В связи с тем, что Версальский договор запрещал строить в Германии военные самолеты, с 1930 года W 33 собирали на заводе "АВ Флигендустри" филиале Юнкерса в Швеции. Готовые узлы и агрегаты переправляли в Швецию и там собирали, добавляя к ним военное оборудование. Для ВВС Швеции было изготовлено шесть самолетов, они использовались как транспортные, санитарные и спасательные до середины 1950-х годов. Всего на заводе в Швеции было изготовлено около 30 самолетов разных модификаций.
Китай заказал шесть самолетов W 33 с вооружением. Опытный образец был изготовлен в Швеции, на нем было установлено два синхронных пулемета, стреляющие вперед и один на турели в задней части фюзеляжа. Все пулеметы были калибра 7,9 мм. Самолет тайно проходил испытания в Германии.
Лицензионное производство W 33 было организовано в СССР. Самолеты советской сборки выпускались под наименованием ПС-4. От немецкого оригинала они отличались габаритами и устанавливаемым оборудованием. Первые три самолета были изготовлены в иркутских мастерских Добролета, затем производство было перенесено на московский авиаремонтный завод №89 ГВФ, где было построено 11 самолетов.

## Конструкция
Junkers W 33 цельнометаллический одномоторный свободнонесущий низкоплан классической схемы с неубираемым шасси.
Фюзеляж -  прямоугольного сечения. Каркас фюзеляжа представляет собой ферменную конструкцию из алюминиевых секций. Обшивка - гофрированный дюралюминий. Фюзеляж состоит из трех секций. Первая секция моторный отсек, далее пилотская кабина, за ней грузовой отсек. Пилотская кабина закрытая двухместная (на ранних версиях открытая). Грузовой отсек с большим люком в потолке кабины. Объем грузового отсека 4,8 куб. м. На левом борту фюзеляжа располагалась входная дверь.
Крыло - свободнонесущее, состоит из центроплана и двух отъёмных консолей. Центроплан жестко интегрирован в конструкцию фюзеляжа. Соединение центроплана с консолями болтовое. Каркас крыла сварная пространственная ферма из труб, без лонжерона. Обшивка - листы тонкого гофрированного дюралюминия. Механизация крыла - элероны.
Хвостовое оперение - классической схемы однокилевое. Вертикальное оперение - киль с рулем направления. Горизонтальное оперение - стабилизатор с рулями высоты. Все рули сбалансированы.
Шасси - неубираемое, двухопорное с хвостовым костылем. На каждой опоре по одному колесу. Опоры трехстоечные с резиновой амортизацией. Конструкцией было предусмотрено возможность замены колесного шасси на поплавки или лыжи. Поплавки металлические слабокилеватые.
Силовая установка - поршневой шестицилиндровый рядный двигатель с водяным охлаждением Junkers L5 мощностью 310 л.с. Двигатель устанавливался на мотораму в носовой части фюзеляжа. Воздушный винт двухлопастный деревянный с металлической оковкой лопастей. Диаметр винта 3,1 м. Топливные баки были установлены в центроплане. В зависимости от модификации самолета устанавливались различные двигатели мощностью от 310 до 650 л.с.
Управление - сдвоенное тросовое.
Авиаприборы - авиагоризонт, указатель поворота, указатель угла тангажа, указатель скорости, альтиметр, гироскопический указатель поворота, магнитный компас.

## Эксплуатация
В феврале 1927 года первые серийные W 33 были переданы авиакомпании "Severa", здесь самолеты использовались для обучения пилотов и технического персонала.
В 1928 году W 33 начали эксплуатировать в авиакомпании Deutsche Luft Hansa. В реестре компании числилось 14 самолетов. Самолеты эксплуатировались на грузовых и почтовых линиях внутри Германии и других стран Европы. Несколько самолетов, в обход версальских запретов, использовались для военной связи и патрулирования.
Шведская авиакомпания AB Aerotransport эксплуатировала два самолета Junkers W 33. Самолеты использовались на ночных почтовых рейсах  Стокгольм - Мальме - Ганновер - Амстердам. Позже один из бортов был переведен на пассажирские авиалинии, на самолете был установлен новый двигатель, в грузовом отсеке были размещены кресла для шести пассажиров. Самолет летал как с колесным шасси таки с поплавковым.
Одна машина W 33 использовалась ВВС Швеции. Несколько W 33 применялись ВВС Колумбии в Колумбийско-перуанской войне (1932—1933). Также W 33 служила в ВВС Абиссинии. В люфтваффе W 33 служили для подготовки лётчиков, применялись в качестве связных. Один самолет получила бразильская авиакомпания Syndicato Condor, но через несколько месяцев эксплуатации самолет разбился. Два самолета использовались канадской авиакомпанией Canadian Airways, они выполняли рейсы из центра страны в отдаленные провинции, снабжая грузами и почтой геологов и охотников. Шесть самолетов W 33 работали в китайской авиакомпании "Eurasia", созданной при непосредственном участии Deutsche Luft Hansa, здесь вместе с самолетами прибыли немецкие пилоты и обслуживающий персонал.
Самым крупным заказчиком на самолеты Junkers W 33 был Советский Союз. С 1928 по 1932 годы было приобретено одиннадцать самолетов. Эксплуатировала самолеты авиакомпания «Добролет". Самолеты работали на линиях Сибири и Дальнего Востока. Самолеты были укомплектованы поплавковыми шасси, а зимой они переставлялись на лыжи. В 1932 году было образовано Всесоюзное объединение гражданской авиации ГУ ГВФ (Аэрофлот) и самолеты "Добролета" продолжили службу в Аэрофлоте.
В 1931 году "Добролет" организовал в Иркутске собственное производство W 33, самолеты советской сборки получили обозначение ПС-4. В Иркутске было собрано три экземпляра, затем производство перенесли на московский авиаремонтный завод, где было изготовлено еще пять экземпляров. Самолеты эксплуатировались в Восточно-Сибирском управлении и в Дальневосточном управлении ГВФ.

## Модификации
W33d, с, dd, f — имел 6-цилиндровый двигатель жидкостного охлаждения Junkers L5 (310 л. с). Экипаж — 2-3 чел. Грузоподъёмность 830 кг.
W33c3e — имел двигатель Junkers L5G (340 л. с.).
W33dGao — имел 9-цилиндровый двигатель воздушного охлаждения Siemens Sh 20 (540 л. с).

## Лётно-технические характеристики
- Двигатель: «Junkers» L5G
- мощность, л. с.: 340
- Размах крыла, м.: 17,75
- Длина самолета, м.: 10,50
- Высота самолета, м.: 3,53
- Площадь крыла, кв. м.: 43,0
- Масса, кг:
- пустого самолета: 1220
- максимальная взлётная: 2500
- Скорость, км/ч:
- Максимальная: 180
- Крейсерская: 150
- Практический потолок, м.: 4300
- Дальность полета, км.: 1000